# Hugo Swire
Hugo George William Swire (nacido el 30 de noviembre de 1959) es un político conservador británico. Ha sido diputado (MP) por East Devon desde 2001. 
Swire se desempeñó como Ministro de Estado para el Ministerio de Relaciones Exteriores y de la Mancomunidad de Naciones y en su cargo, tiene responsabilidades hacia la India, el Lejano Oriente, Latinoamérica, así como Australasia.

## Educación
Swire se educó en la escuela preparatoria de St Aubyns antes Eton, y atendió a la Universidad de St Andrews antes de ir a la Real Academia de Sandhurst.

## Carrera
Antes de entrar en política, Swire sirvió en los Grenadier Guards.
Era un consultor financiero, y más tarde se convirtió en el Jefe de Desarrollo de la Galería Nacional. Luego, Director de la empresa de subastas Sotheby's, justo antes de sus elecciones de 1996. Antes de unirse al gobierno, Swire fue el Presidente no Ejecutivo de Photo-Me International.

## Vida privada
Swire se casó con Alexandra (Sasha) Nott, la hija de John Nott, antiguo secretario de Estado de Defensa conservador durante la Guerra de las Malvinas, en diciembre de 1996 en Kensington. La pareja tiene dos hijas (nacidas en mayo de 1997 y agosto de 2001). Entre sus cuñados se incluyen Joe Strummer.